# Terry Bywater
Terry Bywater, (28 de febrero de 1983) es un jugador de baloncesto en silla de ruedas británico. Participó en los Juegos Paralímpicos de Sidney 2000, donde su equipo quedó en cuarto lugar; en los Juegos Paralímpicos de verano de 2004, donde ganó una medalla de bronce y fue el máximo anotador de Gran Bretaña; en los Juegos Paralímpicos de Pekín 2008, donde ganó otra medalla de bronce; y en los Juegos Paralímpicos de Londres 2012, donde su equipo volvió a quedar en cuarto lugar.

## Vida personal
Bywater nació el 28 de febrero de 1983 en Dormanstown, Inglaterra y actualmente vive en Cleveland, North Yorkshire.  En 2009, pesaba 74 kilogramos y mide 1,8 metros. Nació sin la tibia y el peroné de su pierna izquierda, que fue amputada cuando tenía dos años. Tiene un hijo, Benjamin Bywater.

## Baloncesto en silla de ruedas
Bywater empezó a jugar al baloncesto en silla de ruedas a los 13 años en una jornada de puertas abiertas en Middlesbrough con los Teesside Lions. Más tarde jugó con ellos. Después de jugar durante un año, fue seleccionado para el equipo sub-23 de Gran Bretaña y empezó a entrenar. Debutó en los Juegos Paralímpicos de Sídney 2000, y terminó cuarto. Participó en los Juegos Paralímpicos de Pekín 2008, donde ganó una medalla de bronce, y fue el máximo goleador de Gran Bretaña en el evento. Actualmente juega para los Sheffield Steelers. Una vez jugó para el Club Deportivo Ilunion en España, junto con muchos otros clubes europeos. Bywater regresó a Inglaterra para poder jugar con el club de la Super Liga Sheffield Steelers durante la temporada 2011-12. Es un jugador de 4,5 puntos.
Su primer campeonato fue el Campeonato Europeo 2001/2002 en Ámsterdam, Holanda, donde terminó cuarto. En 2002 fue al Campeonato Mundial en Kitakyushu en Japón, donde terminó segundo (plata). Participó en los Campeonatos Europeos de 2003 en Sassari, Italia, y ganó el bronce. Compitió en los Campeonatos Europeos de 2005 en París, Francia, y ganó la plata. Compitió en los Campeonatos Mundiales de 2006 en Ámsterdam y quedó en quinto lugar, y en 2007 participó en los Campeonatos Europeos en Wetzlar, Países Bajos, y recibió una medalla de plata. Dos años más tarde, ganó el bronce en el Campeonato Europeo de Adana en Turquía. En 2010, por primera vez, participó en el Campeonato Mundial de Baloncesto en Silla de Ruedas en Birmingham, y quedó en quinto lugar. Ganó el oro en el Campeonato Europeo de 2011 en Nazaret, Israel. En los Juegos Paralímpicos de Londres 2012, el equipo de baloncesto en silla de ruedas perdió contra los Estados Unidos, y terminó en cuarta posición, después de perder contra Canadá, quedando fuera de las finales. Dijo que no ganar una medalla en los Juegos Paralímpicos fue el «peor momento» de su carrera.